# Островский, Александр Николаевич (журналист)
Алекса́ндр Никола́евич Остро́вский (1 мая 1958, Енакиево) — советский и российский тележурналист, документалист, продюсер. В 1995—1997 годах руководитель Центральной телевизионной и радиовещательной студии Министерства обороны РФ, полковник. С 2005 года основатель и руководитель телестудии Роскосмоса. Член Союза журналистов России, член Союза кинематографистов РФ.

## Биография
Родился 1 мая 1958 года в г. Енакиево, Донецкой области. Окончил енакиевскую среднюю школу № 15.
В 1982 году окончил факультет военной журналистики Львовского высшего военно-политического училища. Был произведён в лейтенанты и получил распределение на Дальний Восток корреспондентом военных газет. Являлся корреспондентом журнала «Советский воин». Лауреат премии Амурского комсомола и ЦК ВЛКСМ в области публицистики.
С 1991 года, после окончания редакторского отделения Военно-политической академии имени В. И. Ленина работал военным корреспондентом программ «Время» и «Служу Советскому Союзу», программы «Полигон» студии «Радар» РГТРК «Останкино». С 1992 года проходил службу в Центральной телевизионной и радиовещательной студии МО РФ (ЦТРС МО РФ). С 1995 – 1997 начальник и руководитель Центральной телевизионной и радиовещательной студии МО РФ, создатель «ВоенТВ». В 1993 году окончил Институт повышения квалификации работников радио и ТВ. В 1993—1995 годах был автором и ведущим публицистической программы «Пеленг-альфа» на Первом канале. В качестве специального корреспондента находился в зоне боевых действий на территории Чечни. Его репортажи транслировались на Первом канале и телеканале НТВ. С 1995 года в должности ответственного редактора исполнял обязанности начальника студии, а в марте 1997 года Указом Президента РФ был назначен руководителем телерадиокомпании Вооруженных Сил (ВоенТВ). Осенью 1997 года уволился в запас из Вооруженных Сил России с должности генерал-майора в звании полковника.
С сентября 1997 года работал военным обозревателем ТОО «Телекомпания НТВ», с 1998 года — специальным корреспондентом в дирекциях информационных программ и утреннего телеканала ОАО «ОРТ», затем ОАО «Первый канал».
С 2005 года является основателем и руководителем телестудии Роскосмоса, главный редактор и продюсер более ста документальных фильмов студии, начальник управления информационных технологий ФГУП «ЦЭНКИ» (Роскосмос). Инициатор создания и продюсер программы «Космонавтика», которая выходила с 2006 по 2016 год на телеканале «Россия 24»; радиопрограмм «Русский космос» и «Космическая среда» на радиостанции «Голос России», а также их телевизионных версий; детской телепередачи «Пора в космос!» на телеканале «Карусель».
Член Союза журналистов России, член Союза кинематографистов РФ.

## Награды и премии
- Медали Министерства обороны СССР и России.
- Медаль «За строительство Байкало-Амурской магистрали» (1984)
- Лауреат премии Амурского комсомола и ЦК ВЛКСМ в области публицистики.

Ведомственные награды Федерального космического агентства РФ:
- Знак Гагарина (2008)
- Знак «За содействие космической деятельности» (2007)
- Медаль «За творческий вклад в создание средств наземной космической инфраструктуры» (2006)

Призы и премии
- 2013 год — специальный приз мэра Москвы «За яркое воплощение образа героя космоса» на XIV Международном телекинофоруме «Вместе» (г. Ялта) в фильме «Угол атаки космонавта Берегового»[7].
- 2016 год — специальный диплом «За раскрытие новой грани участия женщин в Великой Отечественной войне» IX Открытого фестиваля документального кино «Человек и война» (г. Екатеринбург) за фильм «Мария Полякова. Своя среди чужих»[8].
- 2016 год — специальный приз Центрального музея Великой Отечественной войны 1941—1945 гг. «За мастерство и бережное отношение к истории Отечества, открытие неизвестных страниц подвига легендарной разведчицы-нелегала» в фильме «Мария Полякова. Своя среди чужих»[8].
- 2016 год — диплом XIII международного фестиваля военно-патриотических фильмов «Волоколамский рубеж» (г. Волоколамск) за создание яркого образа советской разведчицы в фильме «Мария Полякова. Своя среди чужих»[8].